# Jiří Okáč
Jiří Okáč (nacido el 3 de noviembre de 1963 en Brno, Checoslovaquia) es un exjugador checo de baloncesto. Con 2.17 de estatura, jugaba en el puesto de pívot. Es recordado en España por su triunfal paso por Cáceres CB, donde consiguió el ascenso a la ACB.
Con Checoslovaquia logró una medalla de plata en el Eurobasket de 1985. Se retiró en el Atapuerca Burgos, de la liga LEB, con 43 años.